# Регель Роберт Едуардович
Регель Роберт Едуардович (15 (27) квітня 1867 — 20 січня 1920) — російський ботанік. Син директора Санкт-Петербурзького ботанічного саду Едуарда Регеля.
Завідував бюро прикладної ботаніки Сільськогосподарського вченого комітету Міністерства землеробства і держмайна Російської імперії (з 1905). Редагував «Труды „Бюро по прикладной ботанике“ Ученого комитета Главного управления землеустройства и земледелия».
Першим в Росії виконав роботи по селекції пивоварного ячменю. Під його керівництвом були зібрані і вивчені зразки, проведені перші добори.